# Mana (finn zenész)
Mana (Tampere, 1979. december 26. –) a Lordi nevű finn rockzenekar harmadik dobosa.

## Lordi
Mana 2012-ben csatlakozott a Lordi zenekarhoz, mivel az előző dobos, Otus, 2012. február 13-án elhunyt. Mana karakterét 2012. december 17-én mutatták be a rajongóknak a Lordi hivatalos weboldalán, egyidejűleg az új billentyűs, Hella bemutatásával, valamint a banda ekkor hozta nyilvánosságra új albumuk, a To Beast or not to Beast címét, és megjelenési dátumát.
Mana bemutatása és Otus halála közt a koncerteken egy Jimmy Hammer nevű dobos segítette a zenekar munkáját The Drummer álnéven, kezdetleges jelmezt viselve.
Mana első szereplése a zenekarral az ír televízióban történt már 2013-ban, ahol előadták a Hard Rock Hallelujah című dalt.
2013 szeptemberében a Lordi énekese, Mr. Lordi, írt egy dalt Rovaniemi város labdarúgócsapatának, a Rovaniemen Palloseura-nak. A dalt egy finn énekes, Martti Servo énekli, az összes hangszeren pedig Mana játszik.

## Karakter
Mana az 1100-as években egy élő ember, egy pásztor volt, egy magas, vékony férfi, aki nem szólt egy szót sem. Az egyház bűnei miatt kiközösítette.
Mára ő lett a halottak pásztora, ránézésre meg tudja ítélni az embereket. Ő kezeli az átjárót az élet és a halál között, mielőtt az elhunyt végleg átjut a másvilágra.
Egy idézet szerint "Egy legyet nem veszel észre, 10 légyről tudod, hogy a Nap közelít, ha legyek feketítik el a Napot, tudod, hogy Mana közelít"

## Diszkográfia
- To Beast or not to Beast (2013)
- Scare Force One (2014)
- Monstereophonic (Theaterror Vs. Demonarchy) (2016)
- Sexorcism (2018)